# Путіна Людмила Олександрівна
Людмила Олександрівна Очеретна (Путіна, Шкребнєва) (6 січня 1958, Калінінград) — колишня (до 2013) дружина Володимира Путіна. Ініціаторка створення Центру розвитку російської мови. Колишня кураторка «Фонду розвитку російської мови» і іноді виступає з публічними заявами з приводу російської мови і освіти. Дехто пов'язує з її впливом те, що запропоновані на початку 2000-х поправки до Зведення орфографічних правил так і не були прийняті.

## Біографія
У 1975 році закінчила середню школу в Калінінграді.
Працювала листоношею, потім — ученицею токаря-револьверника на калінінградському заводі «Торгмаш», де здобула 2-ий токарний розряд. Була санітаркою в міській лікарні, керівницею драмгуртка в Будинку піонерів, акомпаніаторкою, стюардесою на внутрішніх лініях в авіазагоні Калінінграда.
У 1986 році закінчила Ленінградський державний університет за фахом філолог-романіст.
У липні 1983 року вступила в шлюб з Володимиром Путіним.
У 1986—1990 роках перебувала разом з чоловіком в НДР. У 1990—1994 роках викладала німецьку мову на кафедрі удосконалення вчителів Ленінградського державного університету.
З 1996 року мешкає в Москві.
Володіє німецькою, іспанською, французькою мовами. Цікавиться театральним мистецтвом, музикою, любить романси. Захоплюється тенісом, гірськолижним спортом.

## Сім'я
- Ексчоловік: Путін Володимир Володимирович — Президент Росії.
- Дочка: Путіна Марія Володимирівна (1985 року народження).
- Дочка: Путіна Катерина Володимирівна (1986 року народження).
- За опублікованими неофіційними даними, 15 серпня 2012 року в Центральній клінічній лікарні УД Президента РФ в Москві у дочки Марії народився син.

## Політична позиція
|  | Межі української мови — це межі України. |

[джерело?]